# NGC 958
NGC 958 (również PGC 9560) – galaktyka spiralna z poprzeczką (SBc), znajdująca się w gwiazdozbiorze Wieloryba. Odkrył ją William Herschel 20 września 1784 roku.
W galaktyce tej zaobserwowano do tej pory jedną supernową – SN 2005A.